# دانلد ای وستلیک
دانلد ادوین وستلِیک، (۱۲ ژوئیهٔ ۱۹۳۳–۳۱ دسامبر ۲۰۰۸) نویسندهٔ آمریکایی، در طول دوران نویسندگی‌اش بیش از صد رمان نوشت. تخصص او ادبیات جنایی، به‌خصوص داستان‌هایی دربارهٔ سرقت‌های کمیک بود و گاهی در ژانر علمی ـ تخیلی و ژانرهای دیگر هم می‌نوشت. وستلیک بیشتر به خاطر خلق دو شخصیت تبهکار حرفه‌ای معروف بود که هرکدام ستارهٔ یک مجموعهٔ طولانی بودند: پارکر، شخصیتی خشن و بی‌رحم (که با نام مستعار ریچارد استارک منتشر شده)، و جان دورتموندر که داستان‌هایش بیشتر طنزگونه است.

## آثار
- تبر (ترجمه: محمد حیاتی)

## جوایز
او سه بار موفق به دریافت جایزهٔ ادگار شد، و در کنار جو گورسند ویلیام ال. دی‌آندریا یکی از معدود نویسندگانی بود که در سه دستهٔ مختلف برندهٔ ادگار شد (۱۹۶۸، بهترین رمان، God Save The Mark؛ ۱۹۹۰، بهترین داستان کوتاه، Too Many Crooks؛ ۱۹۹۱، بهترین فیلمنامه، The Grifters). در سال ۱۹۹۳، انجمن معمایی‌نویسان آمریکا به وستلیک لقب استاد بزرگ داد؛ بالاترین افتخاری که نویسندگان این ژانر از سوی این انجمن کسب می‌کنند.

## درگذشت
او در روز ۳۱ دسامبر سال ۲۰۰۸، هنگامی‌که به همراه همسرش برای مسافرت به مکزیک رفته بود، سر شام سال نو بر اثر حملهٔ قلبی درگذشت.